# Ragnvald Blix
Ragnvald Blix (12. september 1882 i Kristiania–2. maj 1958 i København) var en norsk karikaturtegner. Han var søn af Elias Blix.